# Cheryl Roberts
Cheryl Mary Roberts (* 10. März 1962; † 7. Oktober 2022) war eine südafrikanische Tischtennisspielerin.
Roberts nahm an den Olympischen Sommerspielen 1992 in Barcelona teil. Dort unterlag sie in jeder ihrer drei Partien in der Vorrunde mit jeweils 0:2 Sätzen.